# F.E.A.R.
F.E.A.R. (First Encounter Assault Recon) е шутър от първо лице, разработен от Monolith Productions издаден от Vivendi Universal. Излиза на европейския пазар през 2005 година и получава много висока оценка (89% от GameRankings.com и средно 9,1 от GameSpot)

## Сюжет
Внимание:  Текстът по-долу разкрива сюжета на произведението (или части от него)!
Сюжетът на играта се концентрира около преследването на убиецът-канибал Пакстън Фетел от страна на F.E.A.R., специален отряд на американската армия за борба с паранормални явления. Фетъл е телепат, който чрез способностите си контролира армия от генетично модифицирани войници, създадени от мощната отбранителна корпорация Армакам „(Armacham)“. Преследването започва от сграда в изоставения индустриален район Оубърн, продължава в пречиствателна станция, сградата на Армакам, и после отново в Оубърн. Действието в последните нива се развива в подземната лаборатория на корпорацията. Историята е проследена през очите на главния герой – разузнавачът на F.E.A.R.
За свързаността на всички събития играчът разбира от прослушване на телефонни съобщения и данни, получени чрез хакване на служебни лаптопи на Армакам. Оказва се, че Пакстън Фетъл е бил част от таен проект на корпорацията, наречен „Origin“ (Произход). Целта му е била да се сформира армия, наречена „Реплика“, чийто войници се командват по телепатичен път. Към края на играта се разбира, че както Фетъл, така и главният герой са синове на Алма – дете с паранормални способности, използвано за експерименти по проекта. Убиецът търси подземната лаборатория, където е бил роден, за да освободи майка си от специалната камера, където е затворена. Пакстън Фетъл е убит, но Алма е пусната на свобода от бившия ръководител на „Origin“ – Харлан Уейд. В опит да бъде спряна паранормалната заплаха, целият научен комплекс е унищожен от ядрен взрив. Главният герой бяга на повърхността, но е застигнат от ударната вълна и изпада в безсъзнание.
Героят се събужда на борда на вертолет „Блекхоук“ на F.E.A.R., а около него са останалите членове на отряда – Джин Сун Квон и Дъглас Холидей. Малко по-късно машината бива разтърсена и на борда ѝ се покачва Алма. След това играта приключва.

## Геймплей
F.E.A.R. е шутър от първо лице и играчът е способен да види крайниците и тялото на героя при поглед надолу. Постоянно видими са ръцете при стрелба с оръжие и изкачване на стълби. Една от основните характеристики на играта е т.нар. „рефлексно време“ (Reflex time) – начин за забавяне на времето в света на играта, докато героят продължава да се прицелва и движи с нормална скорост. Това умение прави играта по-динамична и според главния дизайнер на играта „придава усещане за участие в екшън-филм“.
F.E.A.R. има усъвършенстван изкуствен интелект, в резултат на което противниците имат сложни бойни тактики, групират се според вида на помещенията, нападат внезапно, скачат през прозорци, залягат и използват гранати и прикриващ огън.

### Интервали
Играта е разделена на 11 интервала, всеки от които съдържа различен брой нива. Интервалите са подредени както следва:
- 01 – Inception
- 02 – Initiation
- 03 – Escalation
- 04 – Infiltration
- 05 – Extraction
- 06 – Interception
- 07 – Redirection
- 08 – Desolation
- 09 – Incursion
- 10 – The Vault
- 11 – Retaliation

### Оръжия
- Пистолет AT-14 – лек, с голяма скорострелност и точност. Може да бъде комбиниран с втори за стрелба с две ръце. 36 изстрела (с два пистолета).
- Картечен пистолет RPL – лек, с голяма скорострелност, но неточен. Презарежда се бързо и е подходящ за стрелба в закрити пространства. 50 изстрела.
- Щурмова пушка G2A2 – сравнително лека, скорострелна и мощна. Добро защитно и офанзивно оръжие. 45 изстрела.
- Пушка VK-12 – сравнително лека. Стреля по-бавно от автоматичните оръжия и презареждането ѝ отнема няколко секунди. Неефективна при стрелба на открити пространства и с малка далекобойност. На близко разстояние обаче е в състояние да разполови противника с един изстрел. 12 изстрела.
- Полуавтоматична винтовка ASP – сравнително тежка, презарежда се бавно. С голяма далекобойност, еднакво мощна както срещу близки, така и срещу далечни противници. 30 изстрела.
- 10-мм перфоратор HV – сравнително тежък, но скорострелен. Подходящ за борба с тежкобронирани противникови единици. В състояние е да закове по-леките противникови войници за стена или стабилна повърхност. 25 изстрела.
- Експериментално лъчево оръдие от 7-и тип – тежко и бавнозареждащо. С много голяма далекобойност и мощ. Изпарява противника чрез насочен поток от високоенергийни частици. 10 изстрела.
- Автоматично оръдие MP-50 – тежко, но скорострелно и с голяма далекобойност. Най-мощното автоматично оръжие. В състояние е да разчлени противник дори от най-голямото възможно разстояние. 50 изстрела.
- Гранатомет MOD-3 – най-тежкото оръжие, зарежда изключително бавно. Изстрелва залп от 3 ракетни гранати с голяма взривна мощ. Подходящо срещу всякакъв вид цели. 9 изстрела.
- Взривен заряд M-77 – поставя се на дадена повърхност и се детонира дистанционно.

## Атмосфера
Като представител на хорър жанра, играта има напрегната атмосфера с много стряскащи моменти. За разлика от останалите игри от този тип, играчът постоянно изживява състояние на напрегнатост и страх. Почти всички нива са с оскъдно осветление, присъстват дразнещи или стряскащи шумове, породени от движението на най-обикновени предмети. Музиката на играта е създадена с евтино оборудване, звуците са породени от влаченето на вериги върху различни повърхности, шумове от резачки, помпи и т.н.